# Titularbistum Andrapa
Andrapa ist ein Titularbistum der römisch-katholischen Kirche.
Es geht zurück auf ein früheres Bistum der antiken Stadt Andrapa in der kleinasiatischen Landschaft Pontos (spätantike römische Provinz Diospontus oder Helenopontus) an der Schwarzmeerküste der heutigen Türkei, das der Kirchenprovinz Amasea angehörte.
| Titularbischöfe von Andrapa |                           |                                              |                 |                   |
| Nr.                         | Name                      | Amt                                          | von             | bis               |
| 1                           | Massimiliano Novelli      | Altbischof von Colle di Val d’Elsa (Italien) | 15. Januar 1921 | 14. Juli 1921     |
| 2                           | Mateo Colom y Canals OSA  | Weihbischof in Toledo (Spanien)              | 29. Juli 1921   | 14. Dezember 1922 |
| 3                           | Angelo Cesare Vigiani OFM | Apostolischer Vikar von Chaco (Bolivien)     | 21. Januar 1924 | 24. April 1961    |
| 4                           | John Francis Whealon      | Weihbischof in Cleveland (USA)               | 5. Juni 1961    | 9. Dezember 1966  |